# Lasuleten
Lasuleten ist ein Ort im osttimoresischen Suco Balibo Vila (Verwaltungsamt Balibo, Gemeinde Bobonaro). Er liegt in einer Meereshöhe von 440 m im Südosten der Aldeia Belola. Der Ort befindet sich an einer Straße, die von Balibo, dem Hauptort des Verwaltungsamtes, nach Osten in die Gemeindehauptstadt Maliana führt. Der westliche Nachbarort an der Straße ist Belola, östlich liegt die Siedlung Fiuren.